# 阿尔戈苏
阿尔戈苏是葡萄牙布拉干萨区的一个堂区。总面积36.92平方公里，总人口279人，人口密度7.6人/平方公里。